# Communauté de communes de Lucé
La communauté de communes de Lucé est une ancienne communauté de communes française, située dans le département de la Sarthe et la région Pays de la Loire.

## Histoire
La communauté de communes est créée par arrêté préfectoral le 28 décembre 1992. Elle est la première structure intercommunale créée dans la Sarthe.
Le 1er janvier 2017, elle fusionne avec la communauté de communes du Val du Loir et la communauté de communes de Loir et Bercé pour former la communauté de communes Loir-Lucé-Bercé.

## Composition
La communauté regroupait les huit communes de l'ancien canton du Grand-Lucé :
| Nom                       | Code Insee | Gentilé        | Superficie (km2) | Population (dernière pop. légale) | Densité (hab./km2) |
| ------------------------- | ---------- | -------------- | ---------------- | --------------------------------- | ------------------ |
| Le Grand-Lucé (siège)     | 72143      | Lucéens        | 27,26            | 1 927 (2014)                      | 71                 |
| Courdemanche              | 72103      | Courdemanchois | 24,02            | 626 (2014)                        | 26                 |
| Montreuil-le-Henri        | 72210      | Montreuillois  | 14,39            | 303 (2014)                        | 21                 |
| Pruillé-l'Éguillé         | 72248      |                | 21,18            | 815 (2014)                        | 38                 |
| Saint-Georges-de-la-Couée | 72279      |                | 11,68            | 155 (2014)                        | 13                 |
| Saint-Pierre-du-Lorouër   | 72314      |                | 16,55            | 375 (2014)                        | 23                 |
| Saint-Vincent-du-Lorouër  | 72325      |                | 26,96            | 880 (2014)                        | 33                 |
| Villaines-sous-Lucé       | 72376      |                | 25,46            | 684 (2014)                        | 27                 |

## Administration
| Période    | Période       | Identité         | Étiquette | Qualité                                      |
| ---------- | ------------- | ---------------- | --------- | -------------------------------------------- |
| 1993       | ?             | Jacques Chaumont |           | Conseiller municipal du Grand-Lucé, sénateur |
| avant 2007 | décembre 2016 | Régis Vallienne  | DVD       | Maire de Pruillé-l'Éguillé                   |